# Бище
Бище (словен. Bišče) — поселення в общині Домжале, Осреднєсловенський регіон, Словенія. 
Висота над рівнем моря: 278,8 м.